# Derrick Brown
Pour les articles homonymes, voir Brown.
Derrick Brown, né le 8 septembre 1987 à Oakland, aux États-Unis, est un joueur américain de basket-ball. Il évolue au poste d'ailier fort.

## Carrière
En 2012, Brown est nommé meilleur joueur de la 6e journée de la saison régulière d'EuroCoupe. Avec le Lokomotiv Kouban-Krasnodar, il remporte la compétition et est nommé dans la deuxième meilleure équipe-type.
Il est nommé meilleur joueur du mois de l'Euroligue en novembre 2013. Brown est aussi le MVP de la 12e journée du Top 16 de l'Euroligue : lors de la victoire du Lokomotiv face au KK Partizan Belgrade, il marque 18 points, fait 7 passes décisives, prend 5 rebonds et réalise 3 interceptions pour une évaluation de 34.
Lors de la saison 2014-2015, le Lokomotiv participe à l'EuroCoupe. Brown, meilleur joueur de la compétition à l'évaluation, est choisi dans la meilleure équipe-type.
En juin 2015, Brown signe un contrat de deux ans avec l'Anadolu Efes Spor Kulübü. En juillet 2018, l'Anadolu Efes décide de licencier Brown.
Fin juin 2019, Brown signe un contrat d'un an avec l'Étoile rouge de Belgrade mais il est licencié en février 2020.